# Romain Rolland
Romain Rolland (29 tháng 1 năm 1866 – 30 tháng 12 năm 1944) là nhà văn, nhà viết kịch Pháp đoạt giải Nobel Văn học năm 1915.

## Tiểu sử
Romain Rolland sinh ở Clamecy, Bourgone, Pháp. Học xong trung học, ông theo học khoa Lịch sử của trường Sư phạm École normale supérieure ở Paris; ra trường ông tiếp tục sang Ý học lịch sử nghệ thuật. Năm 1895, ông bảo vệ hai luận án tiến sĩ về đề tài lịch sử nghệ thuật, sau đó dạy lịch sử hội họa tại École Normale Supérieure và phụ trách bộ môn lý thuyết âm nhạc tại Đại học Sorbonne. Năm 1897 Rolland in tác phẩm Saint-Louis (Thánh Louis) khiến dư luận chú ý, mở một lối đi riêng trong văn chương quan tâm đến các vấn đề xã hội chủ nghĩa và cách mạng.
Chiến tranh thế giới thứ nhất bùng nổ, ông chuyển đến sống tại Thụy Sĩ, làm việc cho tổ chức Hồng Thập tự, viết nhiều tiểu luận lên án cuộc chiến tranh phi nghĩa này, về sau tập hợp thành sách Au-dessus de la mêlée (Bên trên cuộc chiến, 1915).
Tác phẩm nổi tiếng nhất của Romain Rolland là trường thiên tiểu thuyết Jean Christophe (10 tập, xuất bản trong các năm từ 1904-1912). Đây là tác phẩm mang tính tự truyện, trình bày mọi vấn đề liên quan đến chính trị, văn học và nghệ thuật và là tác phẩm mang lại cho ông giải Nobel năm 1915. Tập thứ mười của bộ tiểu thuyết - nhan đề Nouvelle journée (Ngày mới) - cũng nhận được giải thưởng của Viện Hàn lâm Pháp.
Trong sáng tác của mình, Romain Rolland thường phân chia các tác phẩm theo từng nhóm đề tài được ông theo đuổi trong nhiều năm, có khi cho tới cuối đời. Ví dụ như nhóm tác phẩm Les tragedies de la foi (Bi kịch đức tin) gồm ba vở kịch Saint-Louis (Thánh Louis, 1897), Aërt (1898) và Le Triomphe de la raison (Chiến thắng của lý trí, 1899); nhóm tác phẩm Theatre de la revolution (Sân khấu Cách mạng) gồm những tác phẩm viết về Cách mạng Pháp và kết thúc bằng vở kịch Robespierre (1939)...
Năm 1915 Viện Hàn lâm Thụy Điển quyết định giành giải Nobel cho Romain Rolland, nhưng năm sau giải mới được trao vì vụ bê bối xảy ra xung quanh những bài báo chống chiến tranh quyết liệt của ông trong năm đó.
Romain Rolland là nhà văn chuộng hòa bình, ủng hộ Cách mạng tháng Mười, suốt đời đấu tranh chống bạo lực và chủ nghĩa phát xít. Điều này thể hiện qua các tác phẩm văn học, báo chí, khảo cứu của ông và in dấu vào lịch sử văn học Pháp cũng như văn học thế giới. Ông mất ở Vezelay, Bourgone khi Chiến tranh thế giới thứ hai vẫn chưa kết thúc.

## Tác phẩm
- Le Dernier Procès de Louis Berquin (Vụ án cuối cùng của Louis Berquin, 1892), biên khảo về lịch sử
- Les Loups (Bầy sói, 1898), kịch
- Les Vaincus (Những kẻ chiến bại, 1898, in 1922), kịch
- Le Quatorze Juillet (Ngày 14 tháng 7 năm 1902), kịch
- Le Théâtre du peuple (Nhà hát nhân dân, 1900-1903), tiểu luận
- Le temps viendra (Thời gian sẽ tới, 1903), kịch
- Vie de Beethoven (Cuộc đời Beethoven, 1903), truyện kí
- Vie de Michel-Ange (Cuộc đời Michelangelo, 1905), truyện kí
- Jean - Christophe (1904-1912, 10 tập), tiểu thuyết
- Musiciens d'autrefois (Nhạc sĩ thời xưa, 1908), phê bình âm nhạc
- Musiciens d'aujourd'hui (Nhạc sĩ thời nay, 1908), phê bình âm nhạc
- La Vie de Tolstoï (Cuộc đời Tolstoy, 1911), truyện kí
- Au-dessus de la mêlée (Bên trên cuộc chiến, 1915), tập hợp các bài đăng trên báo
- Colas Breugnon (1918), tiểu thuyết
- Les Précurseurs (Những bậc tiền bối, 1919), tiểu thuyết
- Décleration d'independence de l'esprit (Tuyên ngôn độc lập của tinh thần, 1919), kí
- Clérambault: histoire d'une conscience libre pendant la guerre (Clérambault: câu chuyện một người có lương tâm trong cuộc chiến, 1920), tiểu thuyết
- Pierre et Luce (Pierre và Luce, 1920), truyện vừa
- Mahatma Gandhi (1923), truyện kí
- Le Jeu de l'amour et de la mort (Trò đùa giữa tình yêu và cái chết, 1925), kịch
- Pâques fleuries (Chủ nhật trước lễ Phục Sinh, 1926), kịch
- Léonides (1927), kịch
- Beethoven: les grandes époques créatrices (Beethoven, nhà sáng tạo, 1928-1944), sách nghiên cứu, nhiều tập
- Essai sur la mystique et l'action (Luận về huyền bí và hành động, 1929)
- L'Inde vivante (Ấn Độ đang sống, 1929), nghiên cứu
- L'âme enchantée (Tâm hồn say đắm, 1922-1933), tiểu thuyết
- Quinze Ans de combat (Mười lăm năm đấu tranh, 1935), tiểu luận báo chí
- Par la revolution la paix (Hòa bình qua cách mạng, 1935), tiểu luận báo chí
- Compagnons de route (Những người đồng hành, 1936), tiểu luận báo chí
- Le voyage intérieur (Cuộc du hành nội tâm, 1942), tự truyện
- Souvenirs sur Richard Strauss (Những kỉ niệm về Richard Strauss, 1945), nghiên cứu
- Le périple (Vòng quanh thế giới, 1946), tự truyện